# Rampage (jeu vidéo)
Pour les articles homonymes, voir Rampage.
 (octobre 2019).
Si vous disposez d'ouvrages ou d'articles de référence ou si vous connaissez des sites web de qualité traitant du thème abordé ici, merci de compléter l'article en donnant les références utiles à sa vérifiabilité et en les liant à la section « Notes et références ».
Rampage est un jeu vidéo développé et édité par Bally Midway en 1986 sur borne d'arcade. Jouable à trois en simultané, il propose d'incarner des monstres gigantesques tentant de survivre dans une ville contre l'armée.

## Système de jeu
Les joueurs ont la possibilité de diriger trois types de monstres, tous créés à partir d'humains mutants : « George », un gorille à la King Kong, « Lizzie », un reptile à la Godzilla, et « Ralph », un loup-garou géant. L'objectif est de détruire tous les immeubles du quartier en résistant aux forces armées qui tentent de s'interposer (hélicoptères, tanks, bateaux, soldats) et en faisant peu de cas des civils (les monstres peuvent manger les passants). Chaque niveau est réussi une fois le quartier réduit en ruines.

## Exploitation
Le jeu d'arcade a été décliné sur un grand nombre de supports : les ordinateurs personnels Amiga, Atari ST, Commodore 64, atari 8-bit, DOS, Amstrad CPC, ZX Spectrum, Apple II, TRS-80 CoCo et les consoles Atari 2600, Atari 7800, Lynx, Master System et NES. Activision a édité la plupart de ces adaptations.
En 2003, le jeu a été réédité dans la compilation Midway Arcade Treasures, sorti sur GameCube, PlayStation 2, Xbox et Windows.
Il est également jouable dans sa version arcade dans le jeu vidéo Lego Dimensions sorti sur Xbox 360, PS3, Xbox One, PS4 et Wii U, à condition de posséder le Level pack Midway Arcade.
En 2018 Warner Bros. sort le film Rampage : Hors de contrôle avec The Rock comme personnage principal inspiré du jeu vidéo. On y retrouve les trois antagonistes du jeu original (le singe, le crocodile et le loup).